# Hale Irwin

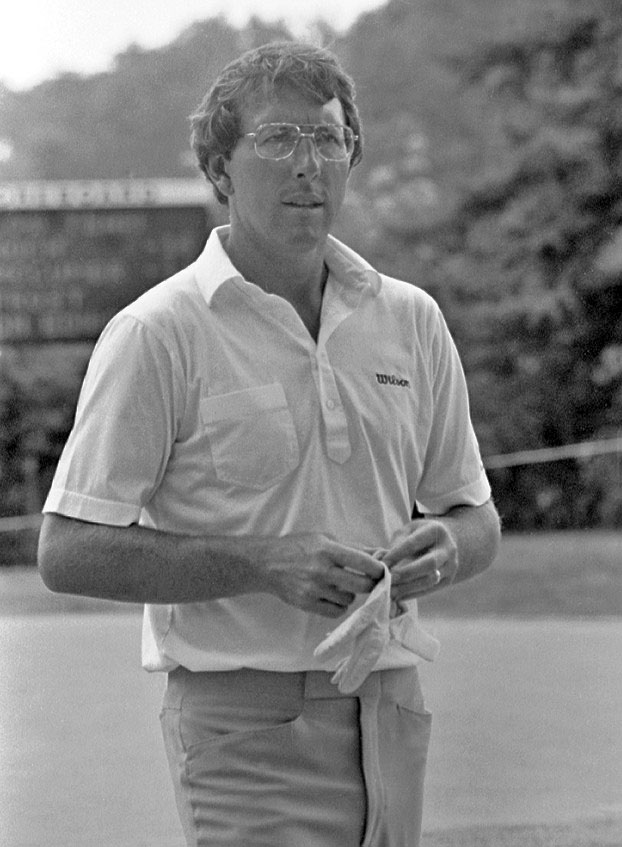
Hale Irwin in 1986.

Hale S. Irwin (Joplin, Missouri, 3 juni 1945) is een golfprofessional uit de Verenigde Staten. Hij is een van de weinige spelers die het US Open drie keer won. Later werd hij ook golfbaanarchitect.

## Amateur
Hale Irwin groeide op in Baxter Springs, Kansas en studeerde aan de University of Colorado in Boulder. In 1967 won hij de NCAA en studeerde hij af.

## Professional
Irwin werd in 1968 professional maar de eerste twee seizoenen leverden weinig op. In 1970 kwam hij in de top-60. Vanaf 1972 verdiende hij ieder jaar minimaal US$ 100.000, in 1975, 1976, 1978 en 1981 verdiende hij zelfs meer dan het dubbele. Vanaf 1971 stond hij altijd in de top-13.
Irwin won twintig toernooien op de Amerikaanse PGA Tour. Zijn eerste overwinning was in 1971 de Sea Pines Heritage Classic op de baan van Harbour Town en zijn laatste overwinning was in 1994 MCI Heritage Golf Classic, toen hij bijna 49 jaar was. Hij heeft in de top-10 van de wereldranglijst gestaan in 1991 en in de top-5 van de PGA Tour van 1975-1979. Na het Tuscon Open van 1975 haalde hij 86 keer de cut, een record dat alleen door Byron Nelson en Jack Nicklaus is verbeterd.
In Europa won hij onder meer twee keer de Piccadilly World Match Play Championships op Wentworth (1974, 1975). Ook speelde Irwin vijf keer in de Ryder Cup (1975, 1977, 1979, 1981 en 1991). In 1979 speelde hij de World Cup met John Mahaffey. Het Amerikaanse team won en Irwin won individueel.
US Open
In 1974 won Irwin zijn eerste US Open en in 1979 won hij het Open een tweede keer. Een maand later speelde hij het Brits Open waar hij de laatste ronde inging met twee slagen voorsprong op nummer 2, maar hij werd ingehaald door Severiano Ballesteros. In 1983 had Irwin weer een goede kans om het Brits Open te winnen. Daarna werd het stil rondom Irwin maar hij kwam terug met een groot succes, want hij won in 1990 voor de derde keer het US Open. Een week later won hij de Buick Classic.
Irwin was goed in de lange slagen en minder goed met wedges en zijn putter. Om een birdie te maken waren zijn slagen naar de green dus van groot belang. Hij noemde zichzelf 'geen birdie-machine' maar zijn spel was heel consistent. Hij won zijn eerste US Open omdat de anderen slechter speelden, de leider na ronde 3 was Tom Watson, die een laatste ronde van 79 maakte. Zijn US Open overwinning van 1979 kwam door 'the shot of the year', zoals dat later werd genoemd. In ronde 3 speelde Irwin met Tom Weiskopf, zijn grote concurrent. Op hole 11 sloeg Irwin een ijzer 2 op een meter van de hole en maakte birdie. Irwin kwalificeerde zich in 1995 voor de Champions Tour en heeft daar succesvol gespeeld. Hij behaalde 45 overwinningen, inclusief tweemaal het US Senior Open (1998, 2000) en verdiende er ruim $23.000.000. 

## Eerbetoon
- Irwin werd in 1992 toegevoegd bij de World Golf Hall of Fame.
- In 2000 noemde het tijdschrift Golf Digest hem tot nummer 19 op de lijst van de grootste golfers aller tijden.

Irwin is een oom van Heath Irwin en de vader van amateur Steve Irwin, die in 2011 in het US Open speelde.

## Gewonnen

#### PGA Tour
| No. | Date         | Tournament                                | Score           | Score |
| --- | ------------ | ----------------------------------------- | --------------- | ----- |
| 1   | Nov 28, 1971 | Sea Pines Heritage Classic                | 68-73-68-70=279 | -5    |
| 2   | Sep 16, 1973 | Sea Pines Heritage Classic                | 69-66-65-72=272 | -12   |
| 3   | Jun 16, 1974 | US Open op Winged Foot                    | 73-70-71-73=287 | +7    |
| 4   | Jun 1, 1975  | Atlanta Classic                           | 66-69-68-68=271 |       |
| 5   | Jun 29, 1975 | Western Open                              | 71-68-71-73=283 | -1    |
| 6   | Feb 22, 1976 | Glen Campbell-Los Angeles Open            | 69-69-66-68=272 | -12   |
| 7   | Mrt 7, 1976  | Florida Citrus Open                       | 74-66-64-66=270 | -18   |
| 8   | Mei 29, 1977 | Atlanta Classic                           | 70-70-66-67=273 | -15   |
| 9   | Aug 28, 1977 | Colgate Hall of Fame Golf Classic         | 65-62-69-68=264 | =20   |
| 10  | Okt 16, 1977 | San Antonio Texas Open                    | 68-67-64-67=266 | -14   |
| 11  | Jun 17, 1979 | US Open                                   | 74-68-67-75=284 | par   |
| 12  | Feb 14, 1981 | Hawaiian Open                             | 68-66-62-69=265 | -23   |
| 13  | Aug 23, 1981 | Manufacturers Hanover Westchester Classic | 65-73-67-72=277 | -11   |
| 14  | Mrt 14, 1982 | Honda Inverrary Classic                   | 65-71-67-66=269 | -19   |
| 15  | Mei 29, 1983 | Memorial Tournament                       | 71-71-70-69=281 | -7    |
| 16  | Feb 5, 1984  | Bing Crosby National Pro-Am               | 69-69-68-72=278 | -10   |
| 17  | May 26, 1985 | Memorial Tournament                       | 72-67-68-67=274 | -14   |
| 18  | Jun 18, 1990 | US Open                                   | 69-70-74-67=280 | -8    |
| 19  | Jun 24, 1990 | Manufacturers Hanover Westchester Classic | 66-69-68-66=269 | -15   |
| 20  | Apr 17, 1994 | MCI Heritage Golf Classic                 | 68-65-65-68=266 | -18   |

Elders
- 1974: Piccadilly World Match Play Championships
- 1975: Piccadilly World Match Play Championships
- 1978: Australian PGA Championship, South African PGA Championship
- 1979: World Cup (individueel)
- 1981: Bridgestone Open
- 1982: Brazil Open
- 1986: Bahamas Classic
- 1987: Fila Classic

#### Champions Tour
- 1995: Ameritech Senior Open, Vantage Championship
- 1996: American Express Invitational, PGA Seniors' Championship
- 1997: MasterCard Championship, LG Championship, PGA Seniors' Championship, Las Vegas Senior Classic, Burnet Senior Classic, BankBoston Classic, Boone Valley Classic, Vantage Championship, Hyatt Regency Maui Kaanapali Classic
- 1998: Toshiba Senior Classic, PGA Seniors' Championship, Las Vegas Senior Classic, Ameritech Senior Open, US Senior Open, BankBoston Classic, Energizer Senior Tour Championship
- 1999: Nationwide Championship, Boone Valley Classic, Ford Senior Players Championship, Ameritech Senior Open, Coldwell Banker Burnet Classic
- 2000: Nationwide Championship, BellSouth Senior Classic at Opryland, US Senior Open, EMC Kaanapali Classic
- 2001: Siebel Classic in Silicon Valley, Bruno's Memorial Classic, Turtle Bay Championship
- 2002: ACE Group Classic, Toshiba Senior Classic, 3M Championship, Turtle Bay Championship
- 2003: Kinko's Classic of Austin, Turtle Bay Championship
- 2004: Liberty Mutual Legends of Golf, Senior PGA Championship
- 2005: Turtle Bay Championship, Outback Steakhouse Pro-Am, Wal-Mart First Tee Open at Pebble Beach, SAS Championship
- 2007: MasterCard Championship at Hualalai

Elders
- 1995: Wendy's 3-Tour Challenge (met Raymond Floyd en Jack Nicklaus)
- 1996: Lexus Challenge (met Sean Connery)
- 1997: Senior Slam at Los Cabos
- 1998: Senior Match Play Challenge, Wendy's 3-Tour Challenge (met Gil Morgan en Larry Nelson)
- 1999: Senior Skins Game, Wendy's 3-Tour Challenge (met Jack Nicklaus en Tom Watson)
- 2000: Our Lucaya Senior Slam
- 2001: Senior Skins Game
- 2002: Senior Skins Game
- 2003: Office Depot Father/Son Challenge (met zijn zoon Steve)
- 2005: Wendy's 3-Tour Challenge (met Jay Haas en Craig Stadler)

## Teams
- Ryder Cup: 1975 (winners), 1977 (winnaars), 1979 (winnaars), 1981 (winnaars), 1991 (winnaars)
- World Cup: 1979 (winnaars)
- Presidents Cup: 1994 (winnaars)